# Anton Günther
Anton Günther (né le 17 novembre 1783 à Lindenau, mort le 24 février 1863 à Vienne) est un philosophe et théologien autrichien.

## Biographie
Ce fils d'un forgeron a étudié le droit et la philosophie à Prague et à Vienne auprès de Bernard Bolzano et de Clément-Marie Hofbauer. Il devient docteur en théologie. Après son ordination comme prêtre en 1821, il est novice dans la Compagnie de Jésus à Starawieś et en Galicie.
Il quitte l'ordre au bout de deux ans, car il lui paraît autoritaire et revient à Vienne, où il travaille comme précepteur. Il développe une nouvelle doctrine philosophique catholique appelé güntherianisme qui consiste principalement en un fondement rationnel du christianisme et s'appuie sur l'anthropologie. Elle s'oppose à la néo-scolastique.
À l'initiative du cardinal Johannes von Geissel et de Joseph Kleutgen, Pie IX demande l'examen des écrits de Günther qui sont inscrits en 1857 dans l'Index librorum prohibitorum. Günther se soumet au verdict papal.

## Réception
La pensée d'Anton Günther est d'une grande influence dans les pays germanophones des années 1830 à 1870. Parmi les philosophes et les théologiens qui le suivent, il y a Johann Nepomuk Ehrlich, Karl Werner, Johann Heinrich Löwe, Jakob Zukrigl, Xaver Schmid, Jakob Merten, Theodor Gangauf, Johann Spörlein, Georg Karl Mayer, Franz Peter Knoodt, Peter Joseph Elvenich, Jean-Baptiste Baltzer, Joseph Hubert Reinkens ou Matthäus Hörfarter.
Günther est accusé par les catholiques de "semirationalisme". Ses contradicteurs sont Johann Hast, Wenzeslaus Mattes, Ildephons Sorg, Johann Oischinger, Franz Xaver Dieringer, Franz Jakob Clemens, Friedrich Michelis, Johann Adam Hitzfelder, Joseph Kleutgen ou Johannes Baptist Katschthaler.
Après la condamnation de Gunther certains de ses étudiants l'acceptent, d'autres resteront fidèles aux idées développées et se tourneront vers l'Église vieille-catholique.